# 500 miles d'Indianapolis 2025
Navigation
Édition précédente Édition suivante
Les 500 miles d'Indianapolis 2025 est un événement de l'IndyCar Series se déroulant sur l'Indianapolis Motor Speedway. La course se déroule sur 200 tours de circuit, soit 500 miles.
Sixième course de la saison 2025 d'IndyCar Series, cette édition a lieu le 25 mai 2025.

## Engagés
| No. | Pilote              | Écurie                                 | Moteur    | Sponsor                     |        |
| --- | ------------------- | -------------------------------------- | --------- | --------------------------- | ------ |
| 2   | Josef Newgarden W   | Team Penske                            | Chevrolet | Shell                       | [ 1 ]  |
| 3   | Scott McLaughlin    | Team Penske                            | Chevrolet | Pennzoil                    | [ 2 ]  |
| 4   | David Malukas       | A. J. Foyt Racing                      | Chevrolet | Clarience Technologies      | [ 4 ]  |
| 5   | Pato O'Ward         | Arrow McLaren                          | Chevrolet | Arrow Electronics           | [ 5 ]  |
| 6   | Nolan Siegel R      | Arrow McLaren                          | Chevrolet | NTT Data                    | [ 6 ]  |
| 06  | Hélio Castroneves W | Meyer Shank Racing with Curb-Agajanian | Honda     | Cleveland-Cliffs            | [ 7 ]  |
| 7   | Christian Lundgaard | Arrow McLaren                          | Chevrolet | VELO                        | [ 8 ]  |
| 8   | Kyffin Simpson      | Chip Ganassi Racing                    | Honda     | Journie Rewards             | [ 9 ]  |
| 9   | Scott Dixon W       | Chip Ganassi Racing                    | Honda     | PNC Bank                    | [ 10 ] |
| 10  | Álex Palou          | Chip Ganassi Racing                    | Honda     | DHL                         | [ 11 ] |
| 12  | Will Power W        | Team Penske                            | Chevrolet | Verizon                     | [ 12 ] |
| 14  | Santino Ferrucci    | A. J. Foyt Racing                      | Chevrolet | Homes for our Troops        | [ 3 ]  |
| 15  | Graham Rahal        | Rahal Letterman Lanigan Racing         | Honda     | United Rentals              | [ 13 ] |
| 17  | Kyle Larson         | Arrow McLaren with Rick Hendrick       | Chevrolet | Hendrick Cars / Prime Video | [ 14 ] |
| 18  | Rinus VeeKay        | Dale Coyne Racing                      | Honda     | askROI                      | [ 15 ] |
| 20  | Alexander Rossi W   | ECR                                    | Chevrolet | Java House                  | [ 16 ] |
| 21  | Christian Rasmussen | ECR                                    | Chevrolet | Splenda                     | [ 16 ] |
| 23  | Ryan Hunter-Reay W  | DRR-Cusick Motorsports                 | Chevrolet | Wedbush                     | [ 17 ] |
| 24  | Jack Harvey         | DRR-Cusick Motorsports                 | Chevrolet | INVST                       | [ 17 ] |
| 26  | Colton Herta        | Andretti Global with Curb-Agajanian    | Honda     | Gainbridge                  | [ 18 ] |
| 27  | Kyle Kirkwood       | Andretti Global                        | Honda     | Siemens                     | [ 19 ] |
| 28  | Marcus Ericsson W   | Andretti Global                        | Honda     | Allegra                     | [ 20 ] |
| 30  | Devlin DeFrancesco  | Rahal Letterman Lanigan Racing         | Honda     | Dogecoin                    | [ 21 ] |
| 33  | Ed Carpenter        | ECR                                    | Chevrolet | Splenda                     | [ 16 ] |
| 45  | Louis Foster R      | Rahal Letterman Lanigan Racing         | Honda     | Desnuda Organic Tequilla    | [ 22 ] |
| 51  | Jacob Abel R        | Dale Coyne Racing                      | Honda     | Miller High Life            | [ 23 ] |
| 60  | Felix Rosenqvist    | Meyer Shank Racing                     | Honda     | Creed / Sirius XM           | [ 24 ] |
| 66  | Marcus Armstrong    | Meyer Shank Racing with Curb-Agajanian | Honda     | Spectrum                    | [ 25 ] |
| 75  | Takuma Sato W       | Rahal Letterman Lanigan Racing         | Honda     | Amada                       | [ 26 ] |
| 76  | Conor Daly          | Juncos Hollinger Racing                | Chevrolet | ampm                        | [ 27 ] |
| 77  | Sting Ray Robb      | Juncos Hollinger Racing                | Chevrolet | GoodHeart                   | [ 28 ] |
| 83  | Robert Shwartzman R | Prema Racing                           | Chevrolet | Idra Group                  | [ 29 ] |
| 90  | Callum Ilott        | Prema Racing                           | Chevrolet | Idra Group                  | [ 30 ] |
| 98  | Marco Andretti      | Andretti Global                        | Honda     | Mapei                       | [ 31 ] |

- W Ancien vainqueur Indianapolis 500
- R Rookie

## Séance de qualifications

### Résultats des qualifications
Résultats des qualifications par la vitesse moyenne (en km/h).
| Pos             | No. | Pilote              | Qualifications 1 | Qualifications 2 | Fast-six | Last Chance |
| --------------- | --- | ------------------- | ---------------- | ---------------- | -------- | ----------- |
| 1               | 83  | Robert Shwartzman   | 374.308          | 373.381          | 374.639  |             |
| 2               | 75  | Takuma Sato         | 374.036          | 372.862          | 374.137  |             |
| 3               | 5   | Pato O'Ward         | 374.687          | 373.667          | 373.526  |             |
| 4               | 9   | Scott Dixon         | 374.428          | 373.321          | 373.451  |             |
| 5               | 60  | Felix Rosenqvist    | 374.090          | 374.209          | 373.347  |             |
| 6               | 10  | Álex Palou          | 375.046          | 373.046          | 372.367  |             |
| 7               | 4   | David Malukas       | 374.247          | 372.722          |          |             |
| 8               | 7   | Christian Lundgaard | 373.060          | 372.338          |          |             |
| 9               | 28  | Marcus Ericsson     | 373.580          | 372.338          |          |             |
| 10              | 3   | Scott McLaughlin    | 374.998          | Pas de temps     |          |             |
| 11              | 2   | Josef Newgarden     | 374.984          | Pas de temps     |          |             |
| 12              | 12  | Will Power          | 373.600          | Pas de temps     |          |             |
| 13              | 76  | Conor Daly          | 372.925          |                  |          |             |
| 14              | 20  | Alexander Rossi     | 372.887          |                  |          |             |
| 15              | 8   | Kyffin Simpson      | 372.790          |                  |          |             |
| 16              | 33  | Ed Carpenter        | 372.777          |                  |          |             |
| 17              | 14  | Santino Ferrucci    | 372.713          |                  |          |             |
| 18              | 30  | Devlin DeFrancesco  | 372.684          |                  |          |             |
| 19              | 77  | Sting Ray Robb      | 372.500          |                  |          |             |
| 20              | 21  | Christian Rasmussen | 372.463          |                  |          |             |
| 21              | 17  | Kyle Larson         | 372.283          |                  |          |             |
| 22              | 45  | Louis Foster        | 371.852          |                  |          |             |
| 23              | 90  | Callum Ilott        | 371.747          |                  |          |             |
| 24              | 06  | Hélio Castroneves   | 371.723          |                  |          |             |
| 25              | 27  | Kyle Kirkwood       | 371.625          |                  |          |             |
| 26              | 6   | Nolan Siegel        | 371.068          |                  |          |             |
| 27              | 23  | Ryan Hunter-Reay    | 370.733          |                  |          |             |
| 28              | 24  | Jack Harvey         | 370.709          |                  |          |             |
| 29              | 26  | Colton Herta        | 370.458          |                  |          |             |
| 30              | 15  | Graham Rahal        | 369.929          |                  |          |             |
| 31              | 98  | Marco Andretti      | 369.922          |                  |          | 369.732     |
| 32              | 66  | Marcus Armstrong    | Pas de temps     |                  |          | 368.686     |
| 33              | 18  | Rinus VeeKay        | 369.375          |                  |          | 365.181     |
| 34              | 51  | Jacob Abel          | 365.094          |                  |          | 364.346     |
| Official Report |     |                     |                  |                  |          |             |

### Grille de départ
| Ligne | Intérieur | Intérieur           | Milieu | Milieu              | Extérieur | Extérieur           |
| ----- | --------- | ------------------- | ------ | ------------------- | --------- | ------------------- |
| 1     | 83        | Robert Shwartzman R | 75     | Takuma Sato W       | 5         | Pato O'Ward         |
| 2     | 9         | Scott Dixon W       | 60     | Felix Rosenqvist    | 10        | Álex Palou          |
| 3     | 4         | David Malukas       | 7      | Christian Lundgaard | 28        | Marcus Ericsson W   |
| 4     | 3         | Scott McLaughlin    | 76     | Conor Daly          | 20        | Alexander Rossi W   |
| 5     | 8         | Kyffin Simpson      | 33     | Ed Carpenter        | 14        | Santino Ferrucci    |
| 6     | 30        | Devlin DeFrancesco  | 77     | Sting Ray Robb      | 21        | Christian Rasmussen |
| 7     | 17        | Kyle Larson         | 45     | Louis Foster R      | 90        | Callum Ilott        |
| 8     | 06        | Hélio Castroneves W | 27     | Kyle Kirkwood       | 6         | Nolan Siegel R      |
| 9     | 23        | Ryan Hunter-Reay W  | 24     | Jack Harvey         | 26        | Colton Herta        |
| 10    | 15        | Graham Rahal        | 98     | Marco Andretti      | 66        | Marcus Armstrong    |
| 11    | 18        | Rinus VeeKay        | 2      | Josef Newgarden W   | 12        | Will Power W        |

- Rétrodadation des pilotes de la Team Penske Josef Newgarden et Will Power due à des infractions du règlement technique.
- W Ancien vainqueur Indianapolis 500
- R Rookie

Echoue à se qualifier
| No. | Pilote       | Écurie            | |
| --- | ------------ | ----------------- | --- |
| 51  | Jacob Abel R | Dale Coyne Racing | Quatrième temps aux qualifications de la dernière chance. Éjecté du peloton, trop lent lors de la dernière tentative. |

## Classement final
| Finish | No. | Pilote              | Écurie                           | Tours | Temps         | Arrêts | Grille | Pts. |
| ------ | --- | ------------------- | -------------------------------- | ----- | ------------- | ------ | ------ | ---- |
| 1      | 10  | Álex Palou          | Chip Ganassi Racing              | 200   | 02:57:38.2965 | 5      | 6      | 58   |
| Dsq.   | 28  | Marcus Ericsson     | Andretti Global                  | 200   | +0.6822       | 5      | 9      | 9    |
| 2      | 4   | David Malukas       | A. J. Foyt Racing                | 200   | +1.1426       | 5      | 7      | 47   |
| 3      | 5   | Pato O'Ward         | Arrow McLaren                    | 200   | +2.1327       | 5      | 3      | 46   |
| 4      | 60  | Felix Rosenqvist    | Meyer Shank Racing               | 200   | +2.9464       | 5      | 5      | 40   |
| Dsq.   | 27  | Kyle Kirkwood       | Andretti Global                  | 200   | +3.9822       | 5      | 23     | 5    |
| 5      | 14  | Santino Ferrucci    | A. J. Foyt Racing                | 200   | +4.9902       | 5      | 15     | 30   |
| 6      | 21  | Christian Rasmussen | ECR                              | 200   | +6.0274       | 5      | 18     | 29   |
| 7      | 7   | Christian Lundgaard | Arrow McLaren                    | 200   | +9.2592       | 6      | 8      | 31   |
| 8      | 76  | Conor Daly          | Juncos Hollinger Racing          | 200   | +13.3125      | 5      | 11     | 25   |
| 9      | 75  | Takuma Sato         | Rahal Letterman Lanigan Racing   | 200   | +16.9157      | 5      | 2      | 36   |
| Dsq.   | 90  | Callum Ilott        | Prema Racing                     | 200   | +21.3918      | 5      | 21     | 5    |
| 10     | 06  | Hélio Castroneves   | Meyer Shank Racing               | 200   | +59.6118      | 5      | 22     | 20   |
| 11     | 30  | Devlin DeFrancesco  | Rahal Letterman Lanigan Racing   | 200   | +62.103       | 5      | 16     | 20   |
| 12     | 45  | Louis Foster        | Rahal Letterman Lanigan Racing   | 200   | +63.000       | 5      | 20     | 18   |
| 13     | 6   | Nolan Siegel        | Arrow McLaren                    | 199   | Contact       | 5      | 24     | 17   |
| 14     | 26  | Colton Herta        | Andretti Global                  | 199   | +1 Lap        | 5      | 27     | 16   |
| 15     | 33  | Ed Carpenter        | ECR                              | 199   | +1 Lap        | 5      | 14     | 16   |
| 16     | 12  | Will Power          | Team Penske                      | 199   | +1 Lap        | 6      | 33     | 14   |
| 17     | 15  | Graham Rahal        | Rahal Letterman Lanigan Racing   | 199   | +1 Lap        | 6      | 28     | 13   |
| 18     | 66  | Marcus Armstrong    | Meyer Shank Racing               | 198   | +2 Laps       | 5      | 30     | 12   |
| 19     | 24  | Jack Harvey         | DRR-Cusick Motorsports           | 198   | +2 Laps       | 5      | 26     | 12   |
| 20     | 9   | Scott Dixon         | Chip Ganassi Racing              | 197   | +3 Laps       | 6      | 4      | 19   |
| 21     | 23  | Ryan Hunter-Reay    | DRR-Cusick Motorsports           | 172   | Mécanique     | 6      | 17     | 10   |
| 22     | 2   | Josef Newgarden     | Team Penske                      | 134   | Mécanique     | 6      | 32     | 8    |
| 23     | 77  | Sting Ray Robb      | Juncos Hollinger Racing          | 92    | Contact       | 3      | 17     | 7    |
| 24     | 17  | Kyle Larson         | Arrow McLaren with Rick Hendrick | 92    | Contact       | 3      | 19     | 6    |
| 25     | 8   | Kyffin Simpson      | Chip Ganassi Racing              | 92    | Contact       | 3      | 13     | 5    |
| 26     | 83  | Robert Shwartzman   | Prema Racing                     | 88    | Contact       | 2      | 1      | 18   |
| 27     | 18  | Rinus VeeKay        | Dale Coyne Racing                | 82    | Contact       | 2      | 31     | 5    |
| 28     | 20  | Alexander Rossi     | ECR                              | 73    | Mécanique     | 1      | 12     | 6    |
| 29     | 98  | Marco Andretti      | Andretti Global                  | 4     | Contact       | 0      | 29     | 5    |
| 30     | 3   | Scott McLaughlin    | Team Penske                      | 0     | Contact       | 0      | 10     | 8    |